# کالج مونرو
کالج مونرو یک کالج خصوصی انتفاعی مستقر در شهر نیویورک است. این دانشگاه در سال ۱۹۳۳ تأسیس شد و دارای پردیس‌هایی در برانکس، نیو روشل، و سنت لوسیا با یک سایت توسعه در منهتن است. این کالج به افتخار جیمز مونرو، پنجمین رئیس‌جمهور ایالات متحده نامگذاری شده‌است. کالج مونرو توسط کمیسیون آموزش عالی ایالات میانه اعتبار یافته‌است. کالج مونرو در سال ۱۹۳۳ توسط میلدرد کینگ به عنوان مدرسه تجارت مونرو، یک مدرسه بازرگانی زنان، در بخش مزارع غربی برونکس تأسیس شد. کلاس‌های مدرسه در محل سالن رقص برگزار می‌شد.